# Pesquería (Nuevo León)
Pesquería é um município do estado de Nuevo León, no México. 
Em 2005, o município possuía um total de 12.258 habitantes.